# ميشلين بوشومين
ميشلين بوشومين هي فنانة كندية، ولدت في 24 أكتوبر 1929 في لونغوي في كندا، وتوفيت في 29 سبتمبر 2009 في مدينة كيبك في كندا.